# East Palo Alto
East Palo Alto város az USA Kalifornia államában, San Mateo megyében. Lakosainak száma 30 034 fő (2020. április 1.).

## Népesség
A település népességének változása:
| Lakosok száma | 18 727 | 28 155 | 30 034 |
|               | 1970   | 2010   | 2020   |